# Mario Gandelsonas
Mario Gandelsonas (Buenos Aires, 1938).És un arquitecte i teòric especialitzat en urbanisme i semiòtica, establert a Nova York. Director del Center for Architecture, Urbanism and Infrastructure, també ha impartit classes a les universitats de Yale, Harvard i Princeton, entre d'altres.L'any 1980. Juntament amb la seva dona, la també arquitecta Diana Agrest, va fundar l'estudi Agrest and Gandelsonas Architects. Entre les seves publicacions, destaquen The Urban Text (MIT Press, 1992), X-Urbanism, Architecture and the American City, (Princeton Architectural Press, 1999) i Garden [City] State, Slow Infrastructure for New Jersey (CAUI Publications, Island Press 2013), entre d'altres.